# James Pawelczyk
James Anthony "Jim" Pawelczyk (Buffalo, 20 de setembro de 1960) é um astronauta e psicólogo norte-americano.
Formado em psicologia, filosofia, biologia e com mestrado em fisiologia entre 1982 e 1989, ele entrou para a NASA em 1996 e serviu como co-investigador e pesquisador das experiências feitas no espaço nas missão Neurolab e em dois voos do programa espacial conjunto Mir-ônibus espacial.
Em abril de 1998 ele foi ao espaço como especialista de carga da STS-90Columbia, dedicada a estudos neurológicos em órbita. Durante dezesseis dias, os sete tripulantes da nave serviram como cobaias e pesquisadores em 26 experiências de ciências biológicas, focadas no efeitos da microgravidade no cérebro e no sistema nervoso humano.
Pawelczyk foi o primeiro astronauta dos Estados Unidos de descendência polonesa a ir ao espaço. Em 1999, ele e outros três astronautas da missão STS-90 foram convidados oficiais de estado da República da Polônia e na ocasião ele presenteou o presidente polonês com a bandeira do país que levou consigo na missão da Columbia, no ano anterior. Seus pais, poloneses naturalizados, também acompanharam a tripulação na visita, junto com representantes do Congresso Americano-Polonês de Buffalo, sua cidade natal.